# Episodi speciali di Robot Chicken
Gli episodi speciali della serie animata Robot Chicken vengono trasmessi negli Stati Uniti, da Adult Swim, dal 23 dicembre 2005.
In Italia gli speciali Robot Chicken: Star Wars e Robot Chicken DC Comics sono stati pubblicati su TIMvision rispettivamente il 14 settembre 2016 e il 1º febbraio 2018. Il 4 gennaio 2022 è stato pubblicato lo speciale Robot Chicken - Speciale Walking Dead: Guarda Chi Cammina su Prime Video.
| nº | Titolo originale                                           | Titolo italiano                                           | Prima TV USA      | Pubblicazione Italia |
| -- | ---------------------------------------------------------- | --------------------------------------------------------- | ----------------- | -------------------- |
| 1  | Robot Chicken's Christmas Special                          |                                                           | 23 dicembre 2005  | inedito              |
| 2  | Robot Chicken: Star Wars                                   | Robot Chicken: Star Wars Episodio I                       | 17 giugno 2007    | 14 settembre 2016    |
| 3  | Robot Chicken: Star Wars Episode II                        | Robot Chicken: Star Wars Episodio II                      | 16 novembre 2008  | 14 settembre 2016    |
| 4  | Robot Chicken: Star Wars Episode 2.5                       |                                                           | 23 novembre 2009  | inedito              |
| 5  | Robot Chicken: Star Wars Episode III                       | Robot Chicken: Star Wars Episodio III                     | 19 dicembre 2010  | 14 settembre 2016    |
| 6  | Robot Chicken DC Comics Special                            | Robot Chicken Speciale DC Comics                          | 10 settembre 2012 | 1º febbraio 2018     |
| 7  | Born Again Virgin Christmas Special                        |                                                           | 17 dicembre 2013  | inedito              |
| 8  | Robot Chicken DC Comics Special 2: Villains in Paradise    | Robot Chicken Speciale DC Comics 2                        | 6 aprile 2014     | 1º febbraio 2018     |
| 9  | Robot Chicken DC Comics Special III: Magical Friendship    | Robot Chicken Speciale DC Comics 3                        | 19 ottobre 2015   | 1º febbraio 2018     |
| 10 | The Robot Chicken Walking Dead Special: Look Who's Walking | Robot Chicken - Speciale Walking Dead: Guarda Chi Cammina | 9 ottobre 2017    | 4 gennaio 2022       |
| 11 | The Bleepin' Robot Chicken Archie Comics Special           |                                                           | 24 maggio 2021    | inedito              |
| 12 | The Robot Chicken Self-Discovery Special                   |                                                           | 20 luglio 2025    | inedito              |

## Robot Chicken's Christmas Special
- Titolo originale: Robot Chicken's Christmas Special
- Diretto da: Sandy Claws
- Scritto da: Mike Fasolo, Seth Green, Charles Horn, Pat McCallum, Breckin Meyer e Matthew Senreich

### Trama
Viene mostrato come Babbo Natale scende dal camino; Goku e Gohan aiutano Babbo Natale a salvare il Natale dal Babbo Natale Composito, Schiaccianoci, Piccolo batterista e Signora Claus; il vecchio elfo allegro non è più così allegro; viene raccontato uno scandalo accaduto al Polo Nord in Unsolved Case Files: Claus & Effect; lo storico incontro tra Gesù e Mosè; il saggio pupazzo di neve assassino; una guerra di cibo durante l'Ultima Cena; Gesù dà la caccia alla sua più grande nemesi in stile Kill Bill di Quentin Tarantino; lo scienziato pazzo e Robot Chicken celebrano la festività travestiti da Babbo Natale e Rudolph.

## Robot Chicken: Star Wars Episodio I
- Titolo originale: Robot Chicken: Star Wars
- Diretto da: Seth Green
- Scritto da: Seth Green, Jordan Allen-Dutton, Mike Fasolo, Charles Horn, Breckin Meyer, Matthew Senreich, Hugh Sterbakov e Erik Weiner

### Trama
L'Imperatore Palpatine riceve una telefonata sconvolgente; George Lucas viene salvato da una folla di nerd da un utile fan; gli ufficiali imperiali imparano a sopravvivere a Dart Fener in Orientamento; una pubblicità con l'Ammiraglio Ackbar Cereal; Boba Fett si prende gioco di Ian nella carbonite; la verità sulla brutta giornata di Ponda Baba; Luke scopre la Forza nel modo più duro; il presidente Bush usa la Forza in George degli Jedi; Luke e l'Imperatore risolvono le cose in una competizione rap; le migliori hit di Max Rebo sono in vendita; Jar Jar e Anakin sono di nuovo insieme ne La riunione; George Lucas e Mark Hamill ne L'impero nel ghiaccio!.

## Robot Chicken: Star Wars Episodio II
- Titolo originale: Robot Chicken: Star Wars Episode II
- Diretto da: Seth Green
- Scritto da: Hugh Davidson, Mike Fasolo, Seth Green, Breckin Meyer, Dan Milano, Matthew Senreich, Kevin Shinick e Zeb Wells

### Trama
L'Imperatore Palpatine ha intenzione di assumere cacciatori di taglie per inseguire il Millennium Falcon; uno Stormtrooper di nome Gary ha difficoltà durante la giornata dei figli al lavoro; Dart Fener continua a modificare i suoi accordi con Lando Calrissian.

## Robot Chicken: Star Wars Episode 2.5
- Titolo originale: Robot Chicken: Star Wars Episode II

### Trama
Vengono raccolti gli sketch migliori dei precedenti speciali su Guerre stellari.

## Robot Chicken: Star Wars Episodio III
- Titolo originale: Robot Chicken: Star Wars Episode III
- Diretto da: Chris McKay
- Scritto da: Matthew Beans, Hugh Davidson, Mike Fasolo, Seth Green, Geoff Johns, Breckin Meyer, Kevin Shinick, Hugh Sterbakov, Dan Milano, Matthew Senreich e Zeb Wells

### Trama
A differenza dei precedenti capitoli della trilogia di Guerre stellari, lo speciale racconta una storia cronologica in gran parte coesa che va da prima degli eventi di Star Wars: Episodio I - La minaccia fantasma e superando Il ritorno dello Jedi. L'Imperatore Palpatine, fungendo da narratore, raccontando la sua ascesa al potere, la discutibile saggezza sul fatto di aver scelto Anakin Skywalker come suo apprendista, lo sterminio dei Jedi e la vita di routine a bordo della Morte Nera.

## Robot Chicken Speciale DC Comics
- Titolo originale: Robot Chicken DC Comics Special
- Diretto da: Seth Green
- Scritto da: Matt Beans, Mike Fasolo, Seth Green, Geoff Johns, Breckin Meyer, Matthew Senreich, Kevin Shinick e Zeb Wells

### Trama
Aquaman è vittima degli scherzi di tutti i componenti della Justice League. Alla fine, il supereroe subacqueo ne ha abbastanza e decide di unirsi alla Legion of Doom. Tuttavia anche i cattivi hanno avuto una brutta giornata: hanno dovuto scegliere un Babbo Natale segreto mentre l'Enigmista si arrabbia e parte da solo nel tentativo di attaccare la Justice League. Nel frattempo, tutti i supereroi con i poteri di ghiaccio sono alle prese con una crisi di identità. Per vendicarsi degli scherzi della Justice League, Aquaman guida un enorme cavallo di Troia con all'interno tutti i supercriminali fino al loro quartier generale. Viene rivelato che in realtà la Justice League stava organizzando una festa a sorpresa per Aquaman e quando il cavallo viene scambiato come parte della festa, la Justice League si cimenta in una battaglia con tutti i cattivi della Legion of Doon.
- Ascolti USA: telespettatori 1.554.000 – rating/share 18-49 anni.[3]

## Born Again Virgin Christmas Special
- Titolo originale: Born Again Virgin Christmas Special
- Diretto da: Zeb Wells
- Scritto da: Matthew Beans, Hugh Davidson, Mike Fasolo, Seth Green, Breckin Meyer, Matthew Senreich e Zeb Wells

### Trama
Vengono rivelate le origini di Heat Miser e Cold Miser, con Ebenezer Scrooge che apprende il vero significato del Natale.
- Ascolti USA: telespettatori 1.363.000 – rating/share 18-49 anni.[4]

## Robot Chicken Speciale DC Comics 2
- Titolo originale: Robot Chicken DC Comics Special 2: Villains in Paradise
- Diretto da: Seth Green e Zeb Wells
- Scritto da: Matthew Beans, Hugh Davidson, Mike Fasolo, Seth Green, Geoff Johns, Breckin Meyer, Matthew Senreich, Kevin Shinick e Zeb Wells

### Trama
I cattivi della DC Comics scappano dall'Arkham Asylum, che nel frattempo è sorvegliato dai personaggi di Robot Chicken; Bizzarro ha difficoltà a comunicare con una ragazza scout; al quartier generale della Legion of Doom, i cattivi hanno i loro tipici problemi quotidiani mentre Lex Luthor porta sua figlia Lena a lavorare in una caffetteria durante le vacanze di primavera; Superman presenta il suo "clone" Superboy alla Justice League; Asso e un altro cane travestito da Bane rievocano una gag ricorrente; i giorni di Lex durante la sua giovinezza come "Sexx Luthor" vengono esposti a un incontro della Legion of Doom; Anti-Flash introduce "Anti-Iris" al suo nemico; Batman e Lanterna Verde cercano di escogitare un modo per far entrare Batman nel campo di battaglia; come Lena, la Legion of Doom chiede a Lex di concedere loro una vacanza. Durante l'incontro appare Starro, tuttavia il Capitan Cold lo getta nel gabinetto nonostante gli avvertimenti di Brainiac. Quando scoprono che Lena è scappata per trascorrere del tempo in spiaggia con il suo fidanzato, Lex decide di portare la Legion of Doom al mare per cercare Lena e inavvertitamente ferisce Swamp Thing nel processo; quando Wonder Woman viene messa fuori combattimento, Freccia Verde fatica a pilotare il jet invisibile; l'appuntamento del Dottor Fate prende una brutta piega quando è necessario un vero dottore; Cyborg mostra come va in bagno; al funerale di Freccia Verde, Batman inveisce su come funziona la morte nell'universo DC; il nerd di Robot Chicken diventa uno stagista del Daily Planet; durante un appuntamento, Aquaman usa il suo pesce domestico per capire se è la ragazza giusta; la Legion of Doom raggiunge la spiaggia, tuttavia scoprono che anche la Justice League è giunta sul posto. Scoprono che Lena e Superboy stanno uscendo insieme, con grande sgomento di Lex, Superman ed entrambe le squadre. Prima che avvenga uno scontro tra le due parti, uno Starro mutato torna sulla spiaggia per seminare il caos, costringendo gli eroi e i cattivi a collaborare per fermarlo. Sebbene Starro riconsideri il suo attacco dopo aver visto i sentimenti di Lena e Superboy, viene sconfitto da Batman e dalla barca a vela di Lanterna Verde. Superman e Lex concordano sul fatto che non possono fermare il potere dell'amore mentre le due parti partecipano al matrimonio di Gorilla Grodd e Bizarro. Lex si riunisce quindi con i suoi compagni di band per esibirsi ancora una volta come Sexx Luthor.
- Ascolti USA: telespettatori 1.860.000 – rating/share 18-49 anni.[5]

## Robot Chicken Speciale DC Comics 3
- Titolo originale: Robot Chicken DC Comics Special III: Magical Friendship
- Diretto da: Tom Sheppard e Zeb Wells
- Scritto da: Hugh Davidson, Mike Fasolo, Seth Green, Geoff Johns, J.T. Krul, Breckin Meyer, Matthew Senreich, Tom Sheppard e Kevin Shinick

### Trama
Swamp Thing si eccita eccessivamente durante un rapporto; Batman, Superman e altri ricreano la sequenza iniziale di Hazzard; durante il car pooling alla Sala della Giustizia con la Batmobile, Superman ironizza di avere dei poteri al posto di Batman; Brainiac usa la sua intelligenza potenziata per un gioco di curiosità tra amici; la Justice League dà il benvenuto al nuovo membro "Ragazzo con una pietra", prendendosi gioco dell'impotente Batman e Freccia Verda; uno sfortunato pollo si confronta con Hawkman in un combattimento di galli; Catwoman si rilassa mentre guarda lo Speciale di Natale di Grumpy Cat; Batman rivela a Robin i suoi piani di emergenza su come uccidere tutti i membri della Justice League; l'investigatore privato kryptoniano Tran-Zar rivela la vera storia di come Superman è giunto sulla Terra; Plastic Man, Brainiac e dei rapinatori discutono su come dovrebbe chiamarsi Plastic Man; Batman mostra a Ra's al Ghul come le proprietà rigenerative del Pozzo di Lazzaro possono essere usate contro di lui; alla motorizzazione, Cyborg è confuso quando il suo nome suona come quello di qualcun altro; Superman fa credere a Batman di non aver bisogno di poteri per riportare indietro i suoi cari; Psimon dimostra di avere grandi poteri mentali, tuttavia ha un grave difetto di progettazione che viene mostrato durante un giro in bicicletta; dopo gli esercizi e una doccia, Batman è costretto ad uscire nudo per le strade durante un'esercitazione antincendio. Quando torna, scopre che Superman lo ha sostituito con il bidello; Batman e Superman sono costretti a fare consulenza con il Dottor Fate; Aquaman cerca di usare i suoi poteri per ottenere una barretta di cioccolato da un distributore automatico; Pinguino viene distratto dalle gambe depilate di Robin durante un combattimento; stufo degli scherni di Superman, Batman usa il tapis roulant cosmico di Flash per presentare alla Lega un Superman della Terra-B. Superman si vendica usando il tapis roulant e porta Adam West nel ruolo di Batman. L'abuso del tapis roulant da parte di Batman e Superman porta a evocare un malvagio Superman Composito che mette in pericolo il multiverso mentre fa sì che più versioni di personaggi DC inizino a comparire ovunque. Batman e Superman devono mettere da parte le loro divergenze per fermare la nuova minaccia; Lex Luthor crea una nuova boy band con le sue controparti chiamata "Sexx II Men"; Burt Ward usa il Pozzo di Lazzaro per rivivere i giorni di gloria con Adam West, solo a costo dei vestiti di Robin.
- Ascolti USA: telespettatori 1.149.000 – rating/share 18-49 anni.[6]

## Robot Chicken - Speciale Walking Dead: Guarda Chi Cammina
- Titolo originale: The Robot Chicken Walking Dead Special: Look Who's Walking
- Diretto da: Tom Sheppard
- Scritto da: Hugh Davidson, Mike Fasolo, Scott M. Gimple, Seth Green, Robert Kirkman, J.T. Krul, Breckin Meyer, Matthew Senreich, Tom Sheppard, Erik Weiner e Zeb Wells

### Trama
Viene raccontata la storia di Rick Grimes e dei suoi amici dopo che il nerd di Robot Chicken visita il Walking Dead Museum e incontra un sopravvissuto.
- Ascolti USA: telespettatori 1.024.000 – rating/share 18-49 anni.[7]

## The Bleepin' Robot Chicken Archie Comics Special
- Titolo originale: The Bleepin' Robot Chicken Archie Comics Special
- Diretto da: Tom Sheppard
- Scritto da: Maggie Cannan, Hugh Davidson, Mike Fasolo, Seth Green, Breckin Meyer, Matthew Senreich, Tom Sheppard, Ellory Smith e Milana Vayntrub

### Trama
Archie affronta il ritorno ricco di azione di Josie e le Pussycats dallo spazio a Riverdale. Inoltre viene presentata la storia delle origini di Archie Andrews.
- Ascolti USA: telespettatori 370.000 – rating/share 18-49 anni.[8]

## The Robot Chicken Self-Discovery Special
- Titolo originale: The Robot Chicken Self-Discovery Special
- Diretto da: John Harvatine IV e Eric Towner
- Scritto da: Maggie Cannan, Hugh Davidson, Mike Fasolo, Seth Green, Zoe Katz, Breckin Meyer, Matthew Senreich e Ellory Smith

### Trama
Il nerd esplora il mondo dei reality in un viaggio di auto-scoperta, apparendo in vari programmi che parodiano 90 giorni per innamorarsi e Shark Week, tra gli altri.